# Füleki Gimnázium
A Füleki Gimnázium egy 1952-ben alapított középfokú oktatási intézmény a felvidéki Fülek városában.

## Történet
Az iskola 1952-ben alakult. Az első öt évben a magyar alapiskolával működött egy épületben. 1957-ben a Berchtold-kastélyba költözött. 2012-ben az iskola kibővítette érdekkörét és megnyílt a nyolcosztályos gimnázium is.

## A kastélyépület
A kastélyépület a 18. század végén épült mint a Berchtold család székhelye, akik Tirolból települtek Fülekre. Napjainkban a gimnáziumnak ad helyet. A kastély később a Stephany és a Herold családok tulajdonába került. 1945 után a járási hivatal épülete lett, és építészeti iskolaként is működött. A gyakori átépítések miatt a kastély eredeti barokk jellegét részben elveszítette. A földszinten látható az eredeti barokk boltozat és fából faragott díszítés. A kastélyhoz tartozó parkot valamikor kerítéssel övezték, melyben szabadon éltek a szarvasok és őzek. A tavacska vizében hattyúk úszkáltak. A park 8,2 ha-on terül el, és 16 értékes, rendkívül különleges, idegen országokból származó fásszárú növények találhatók itt, és egy kisállatkert várja benne a látogatókat.

## Jelen
Az iskola 215 tanulóval és 24 tagú szakképzett tanári karral rendelkezik. Az iskola visszamenőleg majdnem az összes végzős osztály tablójával rendelkezik,amelyek a földszinten és az első emeleten találhatóak.

## Neves diákjai és tanárai

### Híres diákok
| - Agócs Attila (1978) néprajzkutató, Fülek polgármestere - Alabán Ferenc (1951) szlovákiai magyar irodalomtörténész, irodalomtudós, egyetemi tanár - Ardamica Ferenc (1941–2023) szlovákiai magyar író, műfordító, újságíró - Ardamica Zorán (1970) szlovákiai magyar író, költő, zenész, szerkesztő, műfordító, műkritikus - Böszörményi István (1947–2022) tanár, helytörténeti és néprajzi kutató - D. Kovács József (1964–2016) szlovákiai magyar újságíró, a Pátria rádió szerkesztője - Duray Miklós (1945–2022) felvidéki magyar politikus, író és egyetemi tanár - Farkas Ottó (1951) felvidéki író, újságíró - Gál Jenő (1957-2024) hungarológus, irodalomtörténész, műfordító, egyetemi tanár - Gyurcsík Iván (1960-) jogász, diplomata, varsói magyar nagykövet - Kerekes Vica (1981) szlovákiai magyar színésznő | - Koós Gábor (1986) grafikusművész - Laboda Róbert (1985) slammer, költő, tanár - Lanstyák István (1959) nyelvész, egyetemi tanár - Mizser Attila (1975) felvidéki magyar író, költő - Nagy András (1973) magyar színész - Nagy Hajnal Csilla (1992) költő, író, szerkesztő - Nóta János (1943) Madách Imre-díjas író, műfordító - Puntigán József (1958) helytörténész, színházi író, kultúraszervező - Pusko Gábor (1962) néprajzkutató - Rácz Boglárka (1986) költő - Szvorák Katalin (1958) Kossuth-díjas és Liszt Ferenc-díjas magyar népdalénekes, előadóművész - Tankó László (1934–2014) pedagógus, tankönyv- és szótáríró, tudományos kutató - Tóbisz Titusz (1978) operaénekes - Urbán Aladár (1946) kultúraszervező, helytörténeti kutató, publicista - Varsányi Mária (1952) színésznő |

### Híres tanárok
- Böszörményi István (1947–2022) tanár, helytörténeti és néprajzi kutató
- Lóska Lajos (1917-1987) tanár, író
- Szvorák Zsuzsa (1963-) Magyar Arany Érdemkereszttel kitüntetett tanár, művelődésszervező